# 無痛性甲状腺炎
無痛性甲状腺炎（むつうせいこうじょうせんえん:painless thyroiditis）は甲状腺の一過性の炎症で、亜急性甲状腺炎のような疼痛を欠くものを指す。

## 疫学・病態
基本的には原因不明であるが、以下のような特徴がある。
- 橋本病を基礎疾患としての経過中に一過性に起こるものが多い。(silent thyroiditis)[1]
- バセドウ病の寛解期に生じることがある。
- 正常甲状腺にも生じることがあると言われる。
- 出産後数カ月後に発生しやすいことが知られている。
- 無痛性甲状腺炎の再発は珍しくはない。

## 症状・所見

### 臨床症状
破壊性甲状腺炎に伴い甲状腺ホルモンが血液内に漏出し、動悸、息切れ、多汗、体重減少、手指のふるえなどの甲状腺中毒症状がみられる。
破壊性甲状腺炎を来すという点では亜急性甲状腺炎と同様であるが、亜急性甲状腺炎のほとんどで生じる甲状腺の圧痛、疼痛が認められず、これが重要な鑑別点である。ただし、病理的に亜急性甲状腺炎の所見を認めるにもかかわらず圧痛、疼痛を認めない例がある一方で、逆に本症でも疼痛を認める例もあるため、ときに鑑別困難となる。

### 検査所見
血清生化学検査
炎症所見は認められず、赤血球沈降速度(ESR)とC反応性蛋白(CRP)はいずれも正常値である。
血清免疫学検査・甲状腺機能検査
亜急性甲状腺炎と同様、破壊性甲状腺炎に伴ってトリヨードチロニン(T3)・チロキシン(T4)はいずれも高値を示し、これらの甲状腺ホルモン高値に伴い、下垂体では反応性に甲状腺刺激ホルモン(TSH)の産生が抑制されている。また、甲状腺シンチグラムでも、123I摂取率は4％以下（24時間値）と低下を認める。
一方、慢性甲状腺炎と同様に（あるいはこれが素地にあるために）抗ペルオキシダーゼ抗体と抗チログロブリン抗体が強陽性を示す例が多いことが報告されており、これは血液検査上、亜急性甲状腺炎との重要な鑑別点である。甲状腺刺激症状を呈する疾患において、TSH受容体抗体はバセドウ氏病においてのみ高値を示し、甲状腺機能性結節・無痛性甲状腺炎・亜急性甲状腺炎では正常範囲にとどまることが多い。
超音波断層撮影
バセドウ病では甲状腺の血流増加がみられるが、無痛性甲状腺炎では血流低下となる。

### 鑑別疾患
- バセドウ病
- 橋本病急性増悪
- 亜急性甲状腺炎

## 治療
該当科は内分泌内科となる。
原則的に治療の必要はなく、自然治癒を待つのみである。抗甲状腺薬は使用すべきではないとされる。